# Congresso da República do Peru
O Congresso da República do Peru (em castelhano: Congreso de la República del Perú) é o órgão legislativo do Peru. É formado por uma assembleia unicameral desde 1995. Anteriormente era conhecido como Congresso Nacional do Peru e, em 1992, foi denominado Congresso Constituinte Democrático devido a elaboração de uma nova Constituição em substituição à de 1979.
O Congresso do Peru é composto por 130 parlamentares (congresistas) eleitos proporcionalmente para mandato de 5 anos, assim como o Presidente do país. Os candidatos elegíveis ao Congresso devem: ser cidadãos peruanos, ter mais de 25 anos de idade no ano eleitoral e não ter histórico de suspensão de voto. Durante vários momentos da história, principalmente nos primeiros 20 governos, o Congresso foi responsável pela eleição do Presidente da Reública.
O Congresso reúne-se no Palácio Legislativo, no Centro histórico de Lima.

## História
O primeiro Congresso peruano foi estabelecido em 1822 por Francisco Xavier de Luna Pizarro, presidente interino, como Congresso Constitucional. Em 1829, seguindo o padrão de congressos da América Latina, foi constituído um congresso bicameral, formado pelo Senado e Câmara dos Deputados. Durante este período, as câmaras situavam-se em locais diferentes, reunindo-se somente no início do ano legislativo e nos anos constituintes.
Em 1930, Luis Miguel Sánchez Cerro depôs Augusto B. Leguía e instalou um novo Congresso Constituinte, responsável pela elaboração da Constituição de 1933. Cerro determinou a expulsão de parlamentares da Alianza Popular Revolucionaria Americana, popularmente conhecidos como Apristas, gerando um clima de tensão política no país. Anos depois, os apristas planejaram a morte de Cerro e entregaram o poder ao General Óscar Benavides. Benavides, por sua vez, determinou o fechamento do Congresso que só seria reaberto em 1939 com a eleição de Manuel Prado Ugarteche.
Em 12 de julho de 1979 foi promulgada uma nova Constituição pelo primeiro Congresso peruano após 10 anos de governo militar. A Constituição foi efetivada pelo presidente Fernando Belaúnde. Dentre as disposições desta Constituição, estava regulamentado o mandato e imcubências do Presidente da República e do próprio Congresso, que permaneceria bicameral e composto por 60 senadores e 180 deputados. O Senado seria eleito pelo voto regional e a Câmara seria eleita pelo método D'Hondt. Os senadores deveriam ter a idade mínima de 35 anos, enquanto os deputados deveriam ter 25 anos.